# Scorpion (série télévisée, 2020)
Pour les articles homonymes, voir Scorpion (homonymie).
Scorpion (Akrep) est une telenovela turque produite par 1441 Productions et diffusée par Star TV entre le 11 décembre 2020 et le 17 juin 2021. 
En France, le feuilleton a été remonté en 91 épisodes de 45 minutes et diffusé entre le 17 mars 2023 et le 21 juillet 2023 sur Novelas TV.

## Synopsis
Ferda est une jeune femme qui a été abandonnée quand elle était bébé. Sa mère Perihan a épousé un homme riche et mène maintenant une vie confortable avec sa fille Berna, son beau-fils Fikret et ses petits-enfants. Lorsque Ferda retrouve Perihan des années plus tard, elle cherche à se venger. Elle entame alors une liaison avec Fikret, le mari de sa demi-sœur Berna.
Une nuit, alors que Berna cherche à savoir si son mari a une liaison, elle tombe sur Ferda, la maîtresse de Fikret. Les deux femmes commencent alors à se disputer. Soudain, Ferda pousse Berna qui tombe, se heurte la tête contre le sol et meurt. Prise de panique, Ferda décide alors de faire disparaître son corps en demandant de l’aide à son jeune voisin Aras. Après un appel téléphonique du commissariat de police qui annonce à la famille que le corps de Berna a été retrouvé, leur vie va changer à jamais !

## Distribution

### Rôles principaux
| Acteur/Actrice     | Personnage                 |
| ------------------ | -------------------------- |
| Demet Akbağ        | Perihan Emgen              |
| Evrim Alasya       | Ferda Kendirci             |
| Yusuf Çim          | Aras Sağlam                |
| Beril Pozam        | Ayşem Güngör               |
| Suzan Aksoy        | Hünkar Arımlı              |
| Aslı Melisa Uzun   | Duru Gürsoy                |
| Demet Gül          | Hacer                      |
| Müge Su Şahin      | Merve Elgin                |
| Taha Baran Özbek   | Şahin Gürsoy               |
| Esila Umut         | İpek Sağlam Gürsoy         |
| Bestemsu Özdemir   | Selma                      |
| Ahsen Türkyılmaz   | Ece Gürsoy                 |
| Çağdaş Onur Öztürk | Ahmet Karadağ              |
| Bertan Asllani     | Efe                        |
| Başak Daşman       | Berna Gürsoy               |
| Bekir Aksoy        | Fikret Gürsoy              |
| Feyyaz Gümüş       | Hakan                      |
| Burak Ali Özkan    | Ahmet Karadağ'ın Çocukluğu |

## Version française
La version française est assurée par Studio Plug-in au Maroc.
Avec les voix de Claire Staub, Vanessa Lefebvre, Mouna Belgrini, Anna Fhima, Camille Bechta, Martin Girard, Olivier Mutelet, Gabriel Delmas, Nicolas Reydet, Adrien Caminada, Nathalie Leplay, Hind Houari, Amira Sejad, Mounia Bennis, Nollane Charonnet, Guillaume Escaffre, Hélène Tran, Layla Hajji, Letizia Costantini, Abdellah Zelloufi, Jean-Albert Margaine et Michael Paolinetti.